# Тетерівська сільська рада (Житомирський район)
Тетерівська сільська рада (до 1946 року — Альбінівська сільська рада) — орган місцевого самоврядування Тетерівської сільської територіальної громади Житомирського району Житомирської області з розміщенням у с. Тетерівка.

## Склад ради

### VIII скликання
Рада складається з 22 депутатів та голови.
25 жовтня 2020 року, на чергових місцевих виборах, обрано 22 депутати, з них (за суб'єктами висування): самовисування — 10, «Наш край» — 5, «Слуга народу» — 4, Всеукраїнське об'єднання «Батьківщина» — 2 та «За майбутнє» — 1.
Головою громади обрали позапартійну висуванку партії «Наш край» Валентину Ільницьку, котра обіймала цю ж посаду.

### VII скликання
Рада складалася з 22 депутатів та голови.
Перші вибори депутатів ради та голови громади відбулись 25 жовтня 2015 року, одночасно з черговими місцевими виборами. Було обрано 22 депутати, з них (за суб'єктами висування): 20 — самовисуванці, по одному — УКРОП та Радикальна партія Олега Ляшка.
Головою громади обрали позапартійну самовисуванку Валентину Ільницьку, тодішнього Денишівського сільського голову.

### Керівний склад сільської ради
| ПІБ                           | Основні відомості                                                  | Суб'єкт висування | Дата обрання | Дата звільнення |
| ----------------------------- | ------------------------------------------------------------------ | ----------------- | ------------ | --------------- |
| Мельничук Леонід Петрович     | Сільський голова, 1943 року народження                             |                   | 26.03.2006   | 31.10.2010      |
| Мельничук Леонід Петрович     | Сільський голова, 1943 року народження, освіта вища, позапартійний | самовисування     | 31.10.2010   | 25.10.2015      |
| Ільницька Валентина Францівна | Сільський голова, 1966 року народження, освіта вища, безпартійна   | самовисування     | 25.10.2015   | 25.10.2020      |
| Ільницька Валентина Францівна | Сільський голова, 1966 року народження, освіта вища, безпартійна   | «Наш край»        | 25.10.2020   |                 |

Примітка: таблиця складена за даними джерела

## Історія
Створена 1923 року як Альбінівська сільська рада, в складі с. Альбінівка (згодом — Тетерівка) та хуторів Вчелька (згодом — Тетерівський) і Стара Рудня Троянівської волості Житомирського повіту Волинської губернії. На 10 жовтня 1925 року в підпорядкуванні значилися хутори Вила Перші, Лемешівка та Якима.
7 червня 1946 року, відповідно до указу Президії Верховної ради Української РСР «Про збереження історичних найменувань та уточнення і впорядкування існуючих назв сільрад і населених пунктів Житомирської області», сільську раду перейменовано на Тетерівську через перейменування її адміністративного центру на с. Тетерівка.
Станом на 1 вересня 1946 року сільська рада входила до складу Житомирського району Житомирської області, на обліку в раді перебували с. Тетерівка та х. Тетерівський (згодом — Тетерівське), х. Лемешівка у довіднику пропущено.
На 1954 рік х. Лемешівка не перебував на обліку населених пунктів. 11 серпня 1954 року, відповідно до указу Президії Верховної ради Української РСР «Про укрупнення сільських рад по Житомирській області», сільську раду ліквідовано, населені пункти ради підпорядковано Зарічанській сільській раді Житомирського району. Відновлена 10 березня 1966 року, відповідно до рішення Житомирського облвиконкому № 126 «Про утворення сільських рад та зміни в адміністративному підпорядкуванні деяких населених пунктів області», в складі сіл Тетерівка і Тетерівське Зарічанської сільської ради Житомирського району.
На 1 січня 1972 року сільська рада входила до складу Житомирського району Житомирської області, на обліку в раді перебували села Тетерівка і Тетерівське.
12 серпня 1974 року, відповідно до рішення Житомирського облвиконкому № 342 «Про зміни в адміністративно-територіальному поділі окремих районів області в зв'язку з укрупненням колгоспів», с. Тетерівське знято з обліку населених пунктів.
17 листопада 2015 року територію ради та с. Тетерівка включено до складу новоствореної Тетерівської сільської територіальної громади Житомирського району Житомирської області.
Входила до складу Троянівського (7.03.1923 р.), Житомирського (14.05.1939 р., 10.03.1966 р.) районів та Житомирської міської ради (15.09.1930 р.).

### Населення
Кількість населення ради станом на 1923 рік становила 1 318 осіб, кількість дворів — 229.
Відповідно до результатів перепису населення СРСР, кількість населення ради станом на 12 січня 1989 року становила 2 565 осіб.
Станом на 5 грудня 2001 року, відповідно до перепису населення України, кількість мешканців сільської ради становила 2 498 осіб.